# 사라고사 조약
사라고사 항복이라고도 불리는 사라고사 조약은 1529년 4월 22일 포르투갈의 주앙 3세와 합스부르크가의 황제 카를 5세가 아라곤 왕국의 사라고사 시에서 서명한 카스티아 연합왕국과 포르투갈 사이의 평화 조약이다. 이 조약은 아시아에서 카스티야와 포르투갈의 영향권을 규정했는데, 이는 양국이 1494년 토르데시야스 조약에 따라 수익성이 좋은 말루쿠제도 (향료제도; 현재 인도네시아의 말루쿠)가 자국의 영향권 안에 있다고 주장하면서 발생한 "말루쿠" 문제를 해결하기 위해 발생했다. 당시 동쪽에 합의된 경도의 자오선이 정해져 있지 않았기 때문에 1520년 양국의 탐험대가 태평양에 도달했을 때 이 분쟁이 시작되었다.

## 같이 보기
- 동경 142도